# Helina alea
Helina alea är en tvåvingeart som beskrevs av Feng och Xue 2004. Helina alea ingår i släktet Helina och familjen husflugor. Inga underarter finns listade i Catalogue of Life.